# Imreh Barna
Imreh Barna, írói álnevei: Tikósy, Módy Pál (Angyalos, 1908. június 20. – Sepsiszentgyörgy, 1982. március 15. ) erdélyi magyar református lelkipásztor, író, helytörténész, néprajzi író.

## Életútja
A szülőfalujában megkezdett tanulmányait a Székely Mikó Kollégiumban folytatta, s 1926-ban érettségizett. Teológiai tanulmányait Kolozsvár után, Budapesten, Halléban, Königsbergben teljesítette ki, és Brüsszelben bölcsészdoktori címet szerzett. 1933-tól Brassóban, Mezőbándon és Alsórákoson működött református lelkipásztorként. 1974-ben vonult nyugdíjba, ettől kezdve Sepsiszentgyörgyön élt.
Felesége Balykó Erzsébet (1912–2000) volt, akivel a mezőbándi lelkészi szolgálata megkezdése előtt, 1936-ban kötött házasságot. Két gyermekük született, a háromévesen elhunyt ifjabb Imreh Barna, valamint a Marosvásárhelyen élő Győri (Imreh) Enikő.
Első írása 1927-ben a marosvásárhelyi Vadász Újságban jelent meg, itt s a kolozsvári Ellenzékben közölt elbeszéléseket, vadásztörténeteket, tárcákat. Írásai jelentek meg az Erdélyi Múzeum, Református Szemle, Ifjú Erdély, Keresztény Magvető, majd a Korunk, A Hét, Művelődés, Aluta hasábjain, valamint a Megyei Tükör című napilapban. A debreceni Magyar Népnyelvnek is munkatársa volt.
Elkészítette Alsórákos falumonográfiáját, ennek földtani és turisztikai része megjelent az Aluta XII–XIII. kötetében (1981).
Feleségével közös sírja a sepsiszentgyörgyi református vártemplom mellett található. Alsórákoson többek között a település főutcája, a Dr. Imreh Barna utca őrzi az emlékét, míg szülőfalujában a református közösségi ház viseli a nevét.

## Fontosabb tanulmányai
- Mezőbánd helynevei. (ETF 138, Kolozsvár, 1942)
- Küküllő-, Maros- és Nyárád-vidéki helynevek a 16–19. századból. In. Magyar Népnyelv. A debreceni Tisza István Tudományegyetem Magyar Népnyelvkutató Intézetének évkönyve. - 4 Debrecen, (1942), 405–421. oldal
- Küküllő-, Maros- és Nyárád-vidéki helynevek a 16–19. századból (Dolgozatok a Ferenc József Tudományegyetem Magyar Nyelvtudományi Intézetéből, 10.; 1943)
- Papok, léviták, mesterek a marosi református egyházmegyében a XVII–XIX. században. Egyháztörténet II. 1944. 1-2. szám (január-június), 137–162. l.
- Az alsórákosi „sereg”. (Népismereti Dolgozatok, 1978)
- Sepsiszentgyörgy helynevei. (Kisgyörgy Zoltánnal és Győrbíró Pállal, Aluta, 1980)
- Ókori „tankakadályok”? (A „Kakasborozdák” rejtélye. A Hét, 1981/19)